# 통일호 (운행 계통)

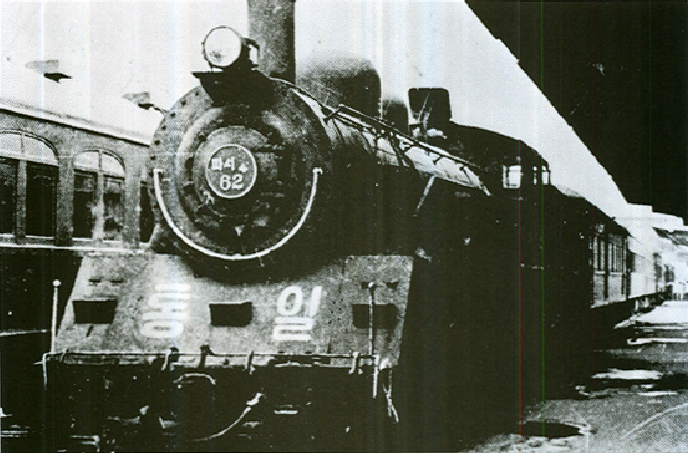
통일호의 모습

통일호(統一號)는 1954년에 등장한 특급 열차의 이름이다.

## 역사
통일호는 1954년 8월 15일 경부선 서울-부산 간의 특급열차로 등장하였다. 기관차에 2등 객차 2량, 3등 객차 3량, 화물 열차 1량을 연결 운행하는 방식이었으며, 동년 9월 1일부터는 식당차 또한 연결하게 되었다. 이러한 대한민국에서의 열차 이름은 1946년 조선해방자호에 이어 생긴 것으로, 1954년 8월 3일 대한민국 교통부가 일반인을 대상으로 실시한 명칭 현상모집을 통해 결정되었다.
통일호는 기존의 낡은 객차를 대거 폐차하고 1963년 11월에 새로운 객차를 일본에서 수입하면서, 차량의 도색을 변경하였다. 1969년 2월 10일에는 3등 객차를 제외하고 대신 1등 객차를 편성하였다. 이후 1974년 8월 15일에는 대대적인 열차명 통폐합이 있었다. 이때 경부선에 존재하던 다양한 특급 열차의 이름인 상록호, 비둘기호, 은하호를 통일호와 통합하였다.
1980년 1월 1일부터 각 노선에 존재하던 서로 다른 이름의 특급 열차를, ‘특급’이라는 하나의 명칭으로 합치면서 특급 열차의 운행 계통명으로서의 통일호는 사라졌다. 그러나 그 이름 자체는, 1984년 1월 1일 특급을 통일호로 변경하며 살아남았다.